# Lookout! Records
Lookout! Records est un label indépendant américain de punk rock, basé à Laytonville, en Californie, actif entre 1987 et janvier 2012. Il est principalement axé vers le punk rock, le pop punk et le punk hardcore. Le label a publié les deux premiers albums de Green Day, 1,039/Smoothed Out Slappy Hours et Kerplunk!, ce dernier étant un des albums les plus vendus au sein de Lookout! Records.

## Histoire

### Débuts et succès (1987–1997)
À l'automne 1984, Larry Livermore (née Larry Hayes), un habitant de la petite ville de Laytonville, aux tendances contre-culturelles, ressentit le besoin de donner son avis sur les problèmes de sa communauté et du monde. dans un périodique à petit tirage. Ainsi, en octobre de la même année, est lancé un magazine à tirage appelé Lookout, dont le premier numéro est dactylographié et photocopié avec un « tirage » de seulement 50 exemplaires. Une opposition émerge face aux sujets locaux controversés sur lesquels Livermore s'est prononcé et il s'est donc tourné vers le thème du punk rock, une forme de musique qu'il avait suivie à la fin des années 1970.
Livermore commence à se familiariser à nouveau avec la scène musicale punk contemporaine en écoutant l'émission de radio Maximum Rocknroll (MRR), diffusée chaque semaine depuis Berkeley et mettant en vedette un éminent scénariste et futur éditeur de fanzines Tim Yohannan et ses acolytes. Livermore décide également de créer un groupe, en recrutant un voisin de 12 ans pour jouer de la batterie – étant donné le nom punk rock « Tré Cool » de Livermore. Cool deviendra plus tard célèbre en tant que batteur de Green Day.
Après quelques concerts peu fréquentés en 1985, Livermore emmène son groupe, The Lookouts, dans un studio d'enregistrement local pour enregistrer leurs chansons, avec pour résultat une cassette démo de 26 chansons Il a également commencé à vivre à temps partiel dans la région de la baie de San Francisco, partageant son temps entre la ville et sa maison dans les montagnes du comté de Mendocino.
Les Lookouts commencent à jouer davantage à San Francisco et à Berkeley, développent une base de fans, et commencent à faire la connaissance d'autres groupes locaux, y compris un groupe mélodiquement amical appelé The Mr. T Experience. Une scène locale dynamique commence à se figer, basée autour du Gilman Street Project, un lieu pour tous les âges inspiré, financé et coordonné par le populaire « Maximum Rocknroll », lancé dans la nuit du 31 décembre 1986.
Au début de 1987, Livermore décide qu'il était temps pour The Lookouts de sortir un disque. Livermore choisit d'emprunter la voie du do it yourself pour créer un tel album, en publiant lui-même le LP unique sous « Lookout Records ». Dans le même temps, les nouveaux groupes émergent autour de la salle animée du 924 Gilman Street, notamment Operation Ivy, Crimpshrine, Sewer Trout, Isocracy, et d'autres ont été documentés pour la première fois par le producteur David Hayes sur une compilation double vinyle de 17 chansons intitulée Turn It Around, publiée par Mordam Records sur le label Maximum Rocknroll Records Le duo allait bientôt unir ses forces en tant que cofondateurs d'un label permanent.
Livermore et Hayes commencent à s'éloigner l'un de l'autre et les projets du label commencent à être divisés entre les deux principaux - « Les groupes de Larry » et « Les groupes de David », l'éclectique Hayes se tournant ensuite vers les sorties du groupe de post-punk Plaid Retina et les country punks Sewer Trout. En plus des différences de goûts musicaux qui sont devenues plus évidentes au fil des années À l'époque, le couple n'était pas adapté au tempérament, avec Hayes sobre et réservé et Livermore bruyant et grégaire.

### Nouveau  management (1998–2004)
Après le départ de Livermore, Chris Appelgren endosse la présidence du label tandis que son épouse Molly Neuman devient vice-présidente et que l'employée du label Cathy Bauer prend la direction générale. Screeching Weasel démissionne du label en 1998 pour son album Emo. Dans le cadre d'un accord, Lookout achète également le label Panic Button Records de Ben Weasel et sort des albums de groupes de Panic Button, notamment The Eyeliners, Enemy You et The Lillingtons. Cette décision constitue une perte financière majeure qui affecterait le paiement des redevances du label dans les années suivantes. Le label change également son affiliation de distribution de longue date avec Mordam vers RED Distribution.
En 1998, le label signe le groupe The Donnas, basé à Palo Alto, et sort 3 albums du groupe entre 1998 et 2001 et réédite son premier album. Malgré des ventes décentes et une forte couverture du groupe par les médias grand public, The Donnas signe chez Atlantic Records en 2002. D'autres groupes vétérans tels que The Queers, Pansy Division et Avail partent au début des années 2000 en invoquant une mauvaise promotion et l'attention et les dépenses croissantes du label pour de nouveaux groupes.
En 2002, Lookout commence à se détourner de ses racines pop punk d'East Bay pour se tourner vers un son plus diversifié en sortant des albums de groupes tels que Pretty Girls Make Graves, Ted Leo and the Pharmacists, The Oranges Band et le propre groupe de Neuman, Bratmobile. Le changement de direction et les nouvelles sorties d'anciens groupes comme The Smugglers et The Mr. T Experience n'ont pas pu compenser la baisse des ventes d'albums et la mauvaise gestion financière, y compris les vitrines non rentables au Vans Warped Tour et au CMJ. En 2004, la marque ferme son magasin de détail sur University Avenue à Berkeley.

### Cessation (2005-2012)
Le 1er août 2005, Green Day suit Avail, Blatz, Filth, Operation Ivy, Screeching Weasel, Riverdales, Lillingtons et Enemy You en annonçant avoir annulé les droits principaux de leurs morceaux Lookout Records. Ils évoquent des ruptures de contrat persistantes concernant les redevances impayées. Cela conduit le label à licencier six des neuf membres du personnel. Appelgren déclare à Punknews.org que le label continuerait sous une forme réduite,. Lookout Records fête ses 20 ans en 2008.
En décembre 2009, l'entreprise est entrée dans une période majeure de reconstruction financière.
Le label ferme officiellement ses portes en janvier 2012. Le label a restitué tous les stocks, masters et illustrations restants aux groupes. Appelgren déclare qu'il espérait que les groupes « ... revisiteraient leurs sorties Lookout, avec des résultats intéressants et sympas »,
,.

## Groupes et artistes
- Alkaline Trio
- American Steel
- Ann Beretta
- Auntie Christ
- Avail
- Avengers
- Big Rig
- Bis
- Black Cat Music
- Black Fork
- Boris The Sprinkler
- Born Against
- Bratmobile
- Brent's TV
- Citizen Fish
- Communiqué
- Cost
- Crimpshrine
- Downfall
- Common Rider
- Crumbs
- Donnas
- Dr. Frank
- Enemies
- Engine Down
- Go Sailor
- Green Day
- Groovie Ghoulies
- Hi-Fives
- Hockey Night
- Kamala and The Karnivores
- Lashes
- The Lookouts
- Mary Timony
- Mopes
- Moral Crux
- Neurosis
- Nuisance
- One Time Angels
- Operation Ivy
- Oranges Band
- Pansy Division
- Pattern
- Pinhead Gunpowder
- Pitch Black
- Plaid Retina
- Potatomen
- The Queers
- Pretty Girls Make Graves
- Rancid
- Reputation
- Riverdales
- Samiam
- Screeching Weasel
- Sewer Trout
- Skinflutes
- Sludgeworth
- Small Brown Bike
- Smugglers
- Spitboy
- Squirtgun
- Sweet Baby
- Ted Leo
- The Mr. T Experience
- Tilt
- Toilet Boys
- Vagrants
- Various artists
- Vindictives
- Washdown
- Wynona Riders
- Young Pioneers